# Synagoge (Novi Sad)

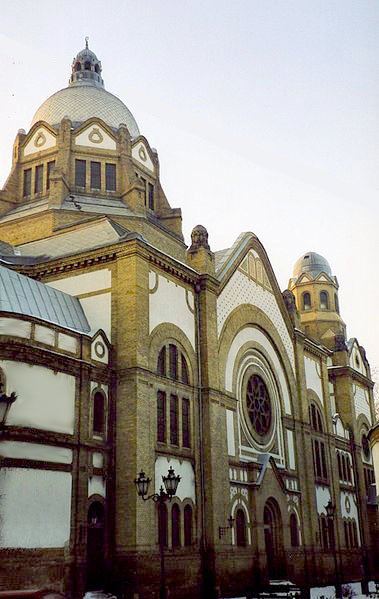
Synagoge in Novi Sad

Die Synagoge liegt in der Innenstadt von Novi Sad und wurde zwischen 1906 und 1909 erbaut. Heute wird die Synagoge vorwiegend für Konzerte ernster Musik genutzt. Seit 1991 steht die Synagoge unter Denkmalschutz.

## Geschichte
Die Synagoge in Novi Sad wurde vom ungarisch-jüdischen Architekten Lipót Baumhorn entworfen und war die fünfte in der Geschichte der Stadt. Sie wurde an der Stelle einer älteren Synagoge aus dem Jahr um 1826 erbaut. Beidseitig zur Synagoge gehörten ebenfalls zwei Gebäude; das eine diente als jüdische Volksschule – heute die Mittlere Ballettschule in Novi Sad –, das andere Gebäude diente der jüdischen Gemeinde der Aschkenasim, welchen auch die Synagoge gehörte. Die Synagoge vermischt mehrere Baustile und erinnert sehr an die Synagoge von Szeged, die als der Höhepunkt des Schaffens von Baumhorn gilt. Am Eingang steht auf Hebräisch geschrieben „Ki beti, bet tefila ikara l'kol haamim“ (dt. „denn mein Haus wird ein Bethaus heißen für alle Völker“, Jesaja 56:7). Einen traurigen Abschnitt in der Geschichte der Synagoge bildet der Zweite Weltkrieg, als hier Juden inhaftiert waren, bevor sie weiter in Konzentrationslager deportiert wurden. Seit 1991 steht die Synagoge unter Denkmalschutz.